# 江德量
江德量（1752年—1793年），字成嘉，一字秋水，號秋史，又號量殊，江蘇儀征人，清朝官員，書畫家。

## 生平
江德量少承家學，好金石，善隸書，工刻印、繪畫，收藏舊拓碑版及宋本書甚豐。乾隆四十五年（1780年）一甲第二名進士（榜眼），授翰林院編修，官至江西道監察御史。

## 家族
父江恂為貢生。